# Bror-Fredrik Thermænius
Bror-Fredrik Gustav Evald Thermænius, född den 5 september 1898 i Kumla, död den 13 oktober 1976 i Stockholm, var en svensk sjömilitär.
Thermænius avlade studentexamen i Örebro 1917 och sjöofficersexamen 1920. Han blev fänrik vid flottan sistnämnda år och löjtnant 1922. Thermænius genomgick Sjökrigshögskolan 1927–1928 och 1929–1930. Han var biträdande marinattaché i London 1931–1932 och studerade samtidigt vid Royal Naval College i Greenwich.  Thermænius var kadettofficer vid  Sjökrigsskolan 1926–1929 och lärare där 1932–1937. Han befordrades till kapten 1935, till kommendörkapten av andra graden 1941, av första graden 1943 och till kommendör 1949. Thermænius var stabschef vid Karlskrona örlogsstation 1940–1944, chef för Marinens underofficersskola 1945–1949, marinattaché i London och Haag 1949–1953 samt ordförande för örlogsbasförflyttningen 1954–1960. Han invaldes som ledamot av Örlogsmannasällskapet 1939. Thermænius blev riddare av Svärdsorden 1941, av Vasaorden 1949 och av Nordstjärneorden 1953.
Bror-Fredrik Thermænius var son till disponent Fredrik Thermænius och friherrinnan Sigrid Uggla. Han vilar på Galärvarvskyrkogården.